# Mords pas, on t'aime
Pour plus de détails, voir Fiche technique et Distribution.
Mords pas, on t'aime est un film français réalisé par Yves Allégret, sorti en 1976.

## Fiche technique
- Titre : Mords pas, on t'aime
- Réalisation : Yves Allégret
- Scénario : Yves Allégret et François Boyer
- Photographie : Jean Boffety
- Musique : Pierre Jansen
- Montage : Jacques Gaillard
- Production : FR3 - UNC
- Durée : 90 minutes
- Date de sortie : 
  - France : 5 mai 1976

## Distribution
- Bernard Fresson : Georges, le père
- Catherine Allégret : Agnès, la mère
- Yves Coudray : Frédéric
- Sylviane Bressy : Rose
- Jean-Pierre Darras : Papy
- Tonie Marshall : l'institutrice
- Annette Poivre : Mamy
- Micheline Presle : la psychologue